# Ricevitore omodina
Nelle telecomunicazioni, un ricevitore omodina, conosciuto anche come sincrodina, o ricevitore a conversione diretta o ricevitore a zero-IF è un tipo di ricevitore radio che demodula i segnali in ingresso mixandoli con il segnale di un oscillatore locale sincronizzato con la frequenza della portante del segnale desiderato. Il segnale utile è ottenuto immediatamente filtrando con un apposito filtro passa basso l'uscita del mixer.

## Proprietà

Esempio di schema a blocchi di un ricevitore omodina

I segnali indesiderati non vengono rilevati fintanto che l'intero cammino di ricezione si mantiene in una regione di funzionamento lineare: è sufficiente, infatti, l'uso di un filtro passa basso per eliminare le componenti spurie. Il ricevitore risulta quindi avere un'alta selettività, e quindi la demodulazione risulta molto precisa. Tale principio permette di effettuare la separazione di segnali che hanno delle bande in comune, e anche di rilevare in maniera più precisa segnali con modulazione impulsiva.

## Storia e applicazioni
L'omodina fu sviluppata nel 1932 da un gruppo di scienziati britannici che cercavano un metodo per sostituire la supereterodina. Questo nuovo tipo di ricevitore fu più tardi battezzato come sincrodina, e dimostrò non solo di avere prestazioni migliori, ma anche di richiedere una circuiteria di minore complessità e consumo di potenza. Lo svantaggio è che dopo un certo periodo di tempo il circuito diventa instabile a causa della lenta deriva della frequenza di riferimento dell'oscillatore locale. Per contrastare tale deriva, la frequenza dell'oscillatore veniva confrontata da un comparatore di fase in maniera da generare una tensione di correzione, retroazionata all'oscillatore locale. Questo circuito in retroazione non è altro che uno dei primi esempi di PLL. 
Benché tale tecnica sia conosciuta da molti anni, per molto tempo essa non è stata implementata a causa delle tolleranze dei componenti, troppo alte rispetto a quelle necessarie per tale tipo di ricevitore.
Esistono anche altri problemi legati a questo tipo di ricevitore. Possono crearsi cammini di trasmissione non voluti all'interno del ricevitore. L'energia dell'oscillatore locale potrebbe disperdersi attraverso il mixer e raggiungere l'antenna, dove potrebbe nuovamente accoppiarsi con il mixer. L'effetto complessivo è un self-mixing dell'energia dell'oscillatore locale, che tende a creare delle componenti DC spurie. Queste componenti possono essere sufficientemente elevate da saturare gli amplificatori e non permettere la ricezione del segnale. Esistono delle metodologie che permettono di eliminare tali effetti, però aumentano considerevolmente la complessità del sistema facendo venir meno alcuni dei principali vantaggi di tale architettura, cioè la semplicità e il basso costo.
L'ampio uso di tale architettura non è cominciato fino allo sviluppo di circuiti integrati, che ha reso possibile integrare in un unico chip un'intera PLL a basso costo. Al giorno d'oggi, l'omodina è utilizzata non solo per la ricezione della radio AM, ma anche per demodulazioni più complesse, come quelle usate nei telefoni cellulari, nella televisione e in molti altri apparati.